# Dicranomyia (Dicranomyia) lacroixi
Dicranomyia (Dicranomyia) lacroixi is een tweevleugelige uit de familie steltmuggen (Limoniidae). De soort komt voor in het Nearctisch gebied.